# Kaoru Asano
Kaoru Asano (jap. 浅野 薫, Asano Kaoru; * 19. Mai 1973 in der Präfektur Kyōto) ist ein ehemaliger japanischer Fußballspieler.

## Karriere
Asano erlernte das Fußballspielen in der Schulmannschaft der Daisho Gakuen High School. Seinen ersten Vertrag unterschrieb er 1992 bei Gamba Osaka. Der Verein spielte in der höchsten Liga des Landes, der J1 League. Für den Verein absolvierte er drei Erstligaspiele. Ende 1995 beendete er seine Karriere als Fußballspieler.